# Дірк Ліппітс
Дірк Ліппітс (нід. Dirk Lippits, 3 травня 1977) — нідерландський академічний веслувальник.
Срібний призер Олімпійських Ігор 2000 року в складі парної четвірки, учасник 2004 року.